# مرح البقاعی
مَرَح البِقاعی (۱۹۵۹) شاعر، دانشگاهی، شخصیت رسانه‌ای و سیاستمدار سوری-آمریکایی است. در دمشق به دنیا آمد و تحصیل کرد، سپس در دانشگاه آن ثبت نام کرد و در سال ۱۹۸۳ با مدرک لیسانس ادبیات فرانسه فارغ‌التحصیل شد. در سال ۱۹۲۲ به ایالات متحده مهاجرت کرد و وارد عرصهٔ رسانه با تمرکز بر گفتگوی عرب‌ها و آمریکایی‌ها شد. او به عنوان استاد اسلام معاصر در دانشگاه جورج تاون کار کرد و سپس در دانشگاه مریلند به تدریس زبان عربی پرداخت. او مخالفت خود را با نظام بعثی سوریه در دههٔ ۲۰۰۰ آغاز کرد و چندین سمت در سازمان‌های سوری-آمریکایی داشت. یکی از اعضای سابق انجمن شعر اتحادیهٔ نویسندگان عرب و یکی از اعضای انجمن نویسندگان سوریه است. از سال ۱۹۹۰ مقالات، تحقیقات و مطالعات سیاسی را به صورت هفتگی یا هر دو ماه یکبار در روزنامه‌ها و نشریات منتشر می‌کند. در سال ۲۰۱۴ حزب جمهوری سوری را تأسیس کرد و به عنوان رئیس آن انتخاب شد.

## زندگی و پیشه
مرح البقاعی در سال ۱۹۵۹ در دمشق به دنیا آمد و در آنجا بزرگ شد. تحصیلات ابتدایی، راهنمایی و متوسطهٔ خود را در مدرسهٔ فرانسوی دمشق گذراند و تحصیلات دانشگاهی خود را در دانشگاه دمشق ادامه داد و در سال ۱۹۸۳ مدرک لیسانس ادبیات فرانسه را با درجهٔ ممتاز در زمینه اندیشه و فلسفه دریافت کرد. در سال ۱۹۹۰ مدرک دیپلم را از دانشکدهٔ عربی و مطالعات اسلامی دانشگاه استراسبورگ فرانسه گرفت. او یک دوره یک ساله دکترا را در رشته ادبیات تطبیقی در دانشگاه سوربن پاریس گذراند و سپس در سال ۱۹۹۲ به‌طور دائم به ایالات متحده نقل مکان کرد و در واشینگتن دی سی زندگی می‌کند.
وی در سال ۱۹۹۰ برنامه مستندی از تمدن اندلس به زبان فرانسه برای دومین شبکه خارجی تلویزیون سوریه تهیه و ارائه کرد. همچنین برای رادیو مونت کارلو در پاریس برنامه‌ای دربارهٔ برجسته‌ترین شخصیت‌های اندیشه معاصر عرب نوشت. در رسانه‌های تصویری کار کرد و اولین دفتر بین‌المللی تلویزیون سوریه را در سال ۲۰۰۰ در کشور محل اقامتش، ایالات متحده آمریکا تأسیس کرد و سمت مدیر کل آن را داشت. او یک برنامهٔ گفتگوی تلویزیونی به نام «میان‌اطلسی» را تهیه و ارائه کرد که آن را از واشینگتن پخش می‌کرد و هدف آن برقراری گفت و گوی عربی-آمریکایی در سطح برابر بود.
در سال‌های ۲۰۰۲–۲۰۰۶ در مجلهٔ تبادل فرهنگی «های» مستقر در واشینگتن کار می‌کرد، جایی که یکی از بنیانگذاران آن بود و به عنوان سردبیر ارشد آن کار کرد. این مجله پروژه‌ای از طرح مشارکت خاور میانه وزارت امور خارجه ایالات متحده است. به عنوان استاد زبان عربی در دانشگاه مریلند در واشینگتن و به عنوان استاد اسلام معاصر در گروه مطالعات مستمر دانشگاه جورج تاون در سال ۲۰۰۷ کار کرده است.بقاعی از ۲۰۰۶ تا ۲۰۱۰ به عنوان مشاور ارشد رسانه‌ای و فرهنگی در مؤسسهٔ صداهای زنده، سازمانی که هیلاری کلینتون در زمانی که او بانوی اول کاخ سفید بود، تأسیس و ریاست آن را برعهده داشت، خدمت می‌کرد. در سال ۲۰۰۹، مؤسسهٔ الوارف برای مطالعات انسانی را در واشینگتن دی سی راه اندازی کرد. این مؤسسه یک سازمان غیرانتفاعی و غیردولتی است که در قالب یک مرکز تحقیقاتی، رسانه‌ای و خبری مستقل فعالیت می‌کند. او به عنوان مسئول برنامهٔ دیپلماسی عمومی در بخش خاورمیانه و خاور نزدیک در آکادمی دیپلماتیک وزارت امور خارجه ایالات متحده در سال‌های ۲۰۱۰–۲۰۱۲ خدمت کرد.
بقاعی عضو افتخاری و مشاور رسانه‌ای در پروژه انجمن آزادی، پروژهٔ عربی مرکز تحقیقات کیتو در واشینگتن دی سی است. او همچنین یکی از اعضای مؤسس شورای ملی سوریه است که در سال ۲۰۰۳ در واشینگتن تأسیس شد و بنیانگذار و دبیرکل سازمان محور سوم برای روشنگران عرب در ۲۰۰۶؛ عضو مؤسس مجلس ملی سوریه در سال ۲۰۱۱؛ بنیانگذار گروه «چشم به سوریه» و «سوریات برای سوریه»، دو برنامه حمایت از انقلاب سوریه در بنیاد الوارف برای مطالعات بشردوستانه در ۲۰۱۱ است.
در دنیای روزنامه‌نگاری، مقالات، بررسی‌ها و ترجمه‌های خود را در مطبوعات و وبگاه‌های گوناگون منتشر کرده است، از جمله: «الحیاة» در لندن، «الخلیج» امارات، «القدس العربی» لندن، «المحرّر العربی» پاریس، «شهرزاد» قبرص، «صباح الخیر» بیروت، «الموقف الأدبی» دمشق، «الجدید» لس آنجلس، روزنامهٔ «المستقبل» لبنانی، وبگاه «إیلاف»، وبگاه «آرام»، وبگاه «الحوار المتمدن» و مجله «های» برای تبادل فرهنگی در واشینگتن، جایی که او یکی از بنیانگذاران و سردبیر ارشد آن بود. به عنوان تحلیلگر سیاسی، در برنامه‌های تلویزیونی تحلیلی در شبکه‌های عربی و بین‌المللی مانند: الجزیره، فرانس ۲۴، الحره، صدای آمریکا، روسیه امروز، سی ان ان، بی‌بی‌سی و غیره حضور می‌یابد.
در سال ۲۰۰۷ به عنوان یکی از بهترین اساتید خاورمیانه در دانشگاه‌های آمریکا توسط انجمن خاورمیانه آمریکا انتخاب شد. در سال ۲۰۱۲ با کسب ۱۴۹٬۰۰۰ رای در یک نظرسنجی عمومی که توسط مجلهٔ الاهرام العربی انجام شد، در رتبه پنجم در بین ۱۰ زن تأثیرگذار عرب در خاورمیانه قرار گرفت.

## آثار
از جمله مجموعه شعرهای وی:
- الهروب إليه: ۱۹۸۷.
- وجه النار الآخر: ۱۹۸۸.
- ماء ولغة: ۱۹۸۹.
- جولييت تنهض من قبرها: ۱۹۹۱.
- O: به انگلیسی، دار الوارف للنشر، واشینگتن، ۲۰۰۵.